# 兹德拉夫科·萨瓦诺维奇
兹德拉夫科·萨瓦诺维奇（1971年11月26日—），塞尔维亚男子射击运动员。他曾代表塞尔维亚参加2016年和2020年夏季残疾人奥林匹克运动会射击比赛，其中2020年夏季残奥会获得一枚银牌。